# Chasey Lain
Chasey Lain är artistnamnet för en amerikansk porrskådespelerska vars riktiga namn är Tiffany Ann Jones. Hon föddes 7 december 1971 i Newport, North Carolina i USA.

## Biografi
Chasey Lain påbörjade sin pornografiska karriär 1991. Hon skaffade ett kontrakt med Vivid och blev en av deras så kallade covergirls. Hon hade kontrakt med företaget fram till 2002 då hon tog en paus från branschen, eftersom hon födde barn.
Chasey Lain blev år 2002 uppsatt av tidningen AVN Magazine (Adult Video News) på en lista över världens femtio bästa porrskådespelare någonsin.
År 2004 kom hon tillbaka till branschen, men jobbade då inte längre för Vivid.

### Övriga aktiviteter
Lain medverkade 1997 i filmen Orgazmo, en komedi skapad av Trey Parker och Matt Stone.
År 1999 släppte det amerikanska bandet Bloodhound Gang albumet Hooray for Boobies. Med på skivan fanns bland annat låten "The Ballad of Chasey Lain". Låten handlar om ett fan som är besatt av Lain.

## Filmografi
- Wild at Heart (1991)
- Execu-Comp ..169 - Classic Super Sex (1991)
- The Original Wicked Woman (1993)
- Hot Bodies in Bondage (1993)
- County Line (1993)
- Wicked As She Seems (1994)
- Totally Nude Gymnastics (1994)
- Submission (1994)
- Restrained by Desire (1994) (V) Sex (1994)
- Real TIckeTS 1 (1994)
- Real TIckeTS 2 (1994)
- New Wave Hookers 4 (1994)
- Film Buff (1994)
- Fantasy Women (1994)
- Domination (1994)
- Covergirl (1994)
- Chasin' the Fifties (1994)
- Chasey Revealed (1994)
- Busty Biker Babes (1994)
- Wicked at Heart (1995)
- White Wedding (1995)
- Sex 2: Fate (1995)
- Scrue (1995)
- Internal Affairs (1995)
- Hawaii (1995)
- Demon Knight (1995)
- View Point (1996)
- Sex Plays (1996)
- Lethal Affairs (1996)
- Interview with a Vibrator (1996)
- House On Chasey Lane (1996)
- Girls Loving Girls (1996)
- Chasey Saves the World (1996)
- Chasey Loves Rocco (1996)
- Where the Boys Aren't 9 (1997)
- Nymph (1997)
- Nice the Naughty and the Bad (1997)
- Gm Las Vegas Revue '97 (1997)
- Dirty Bob's Xcellent Adventures 29 (1997)
- Cum for Me (1997)
- Captured on Camera (1997)
- American Dreamgirls 21 (1997)
- Orgazmo (1997)
- Chasin' Pink (1998)
- Chasin' Pink 2: Creepshow (1998)
- He Got Game (1998)
- Freak (1998/II)
- Pussy Grinders (2000)
- Best of the Vivid Girls ..30 (2000)
- Teachers Pet (2001)
- Evil Breed: The Legend of Samhain (2003)
- WMB: Weapons of Masturbation (2003)
- Monsters of Cock: Peter North (2003)
- Fan Sexxx: Pure Gold Pussy (2004)
- Chasey Meets Krystal (2004)
- Chasey's Back (2004)
- Take a Jill Pill (2004)
- Dairy Made (2004)
- What Is Erotic? (2005)
- Sex for the Viewer (2005)
- Pussy Foot'n 12 (2005)
- Chasey Lain Smokin' (2005)
- Black in White 2 (2005)
- Lust Connection (2005)
- Chasey Lain Reloaded (2006)